# 城里町七会町民センター
城里町七会町民センター（しろさとまち ななかいちょうみんセンター）は、茨城県東茨城郡城里町にある複合交流施設。『アツマーレ』という愛称がつけられている。
城里町の支所・公民館としての機能を有するほか、日本プロサッカーリーグ（Jリーグ）・水戸ホーリーホックが練習拠点として使用している。

## 概要
城里町の旧・七会村にあった城里町立七会中学校（しろさとちょうりつななかいちゅうがっこう）は、常北中学校との統合により2015年3月末をもって閉校となったが、校舎が築16年と比較的新しく、活用方法を探っていた。一方、ホーリーホックは練習を那珂川の河川敷に整備されたグラウンドであるホーリーピッチ（水戸市水府町）の他、水戸市立サッカー・ラグビー場（ツインフィールド、水戸市河和田町）など水戸市近郊のグランドを利用していたが、クラブ専用の練習拠点ではなく、クラブハウスも無かったことから、Jリーグクラブライセンス制度におけるJ1ライセンスの要件である「クラブハウスに隣接した天然芝グラウンド」を満たしていない状態が続いていた。この状況を鑑みた城里町がホーリーホックに旧七会中学校を練習場兼クラブハウスとして活用する案を打診。2016年7月21日に城里町とホーリーホックとの間で旧七会中学校の跡地利用整備に関する協定を締結し、整備が行われることになった。整備に当たっては城里町が「廃校を活用したまちの賑わい創出事業」として国から地域再生計画の認定を受けている。
整備に当たっては、15,720平方メートルのグラウンドを全面芝生化し、フルサイズのサッカーグラウンド2面を確保。2階建ての校舎は1階を一般利用も可能なトレーニングルーム、支所・公民館機能を有する事務室とクラブのオフィス・更衣室に、2階をクラブトップチームのスタッフルームに改装。諸室は当時の教室をほぼそのまま活用しており、木工室と金工室を改装したロッカールームにも黒板が残されている。総改修費は約3億2755万円で、合併特例債や地方創生拠点整備交付金を活用することで町の実質負担を2割強の約8千万円に抑えている。また、体育館はそのまま町民体育館として使用される他、地域交流施設としてバーベキューサイトが設けられている。
グラウンドの追加工事の契約を巡り、町議会で変更契約の議案が2度否決されるなど紛糾したが、2018年1月28日に竣工式が行われた。ホーリーホックがキャンプを終えた同年2月13日以降に供用が開始されている。

## アクセス
- 常磐自動車道 水戸ICまたは水戸北スマートICより車で約30分、県道阿波山徳蔵線沿い
- 北関東自動車道 笠間西ICより車で約30分
- JR水戸線 笠間駅からタクシーで約20分
- JR常磐線 水戸駅北口7番のりばから茨城交通バスで「石塚車庫」乗り換え、「赤沢観音前」行きで「アツマーレ前」下車（石塚車庫から先は夕方のみ一日3本）